# Colonnade du moulin
La colonnade du moulin (en tchèque Mlýnská kolonáda) est l'une des quatre colonnades de la ville thermale de Karlovy Vary en Tchéquie. Elle est actuellement aussi la plus grande, mesurant 132 m de long, sa toiture étant soutenue par 124 colonnes corinthiennes. Elle a été construite dans les années 1871-1881 selon les plans de l'architecte Josef Zítek en style néo-Renaissance. La colonnade couvre cinq sources. La balustrade de la colonnade est ornée de 12 sculptures – allégories des 12 mois de l'année. La colonnade est également utilisée pour des événements sociaux et des concerts. Elle est protégée comme monument culturel.

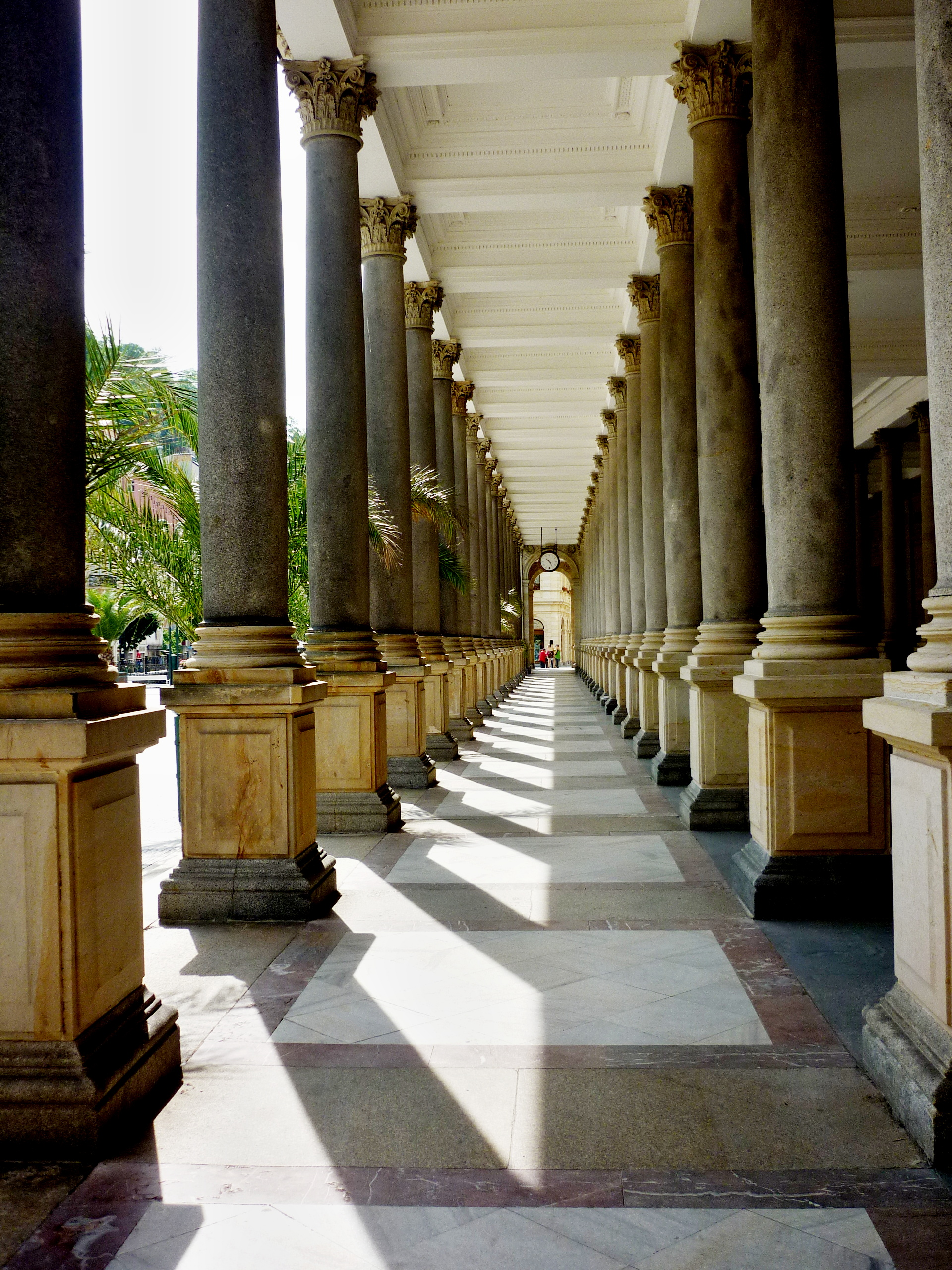
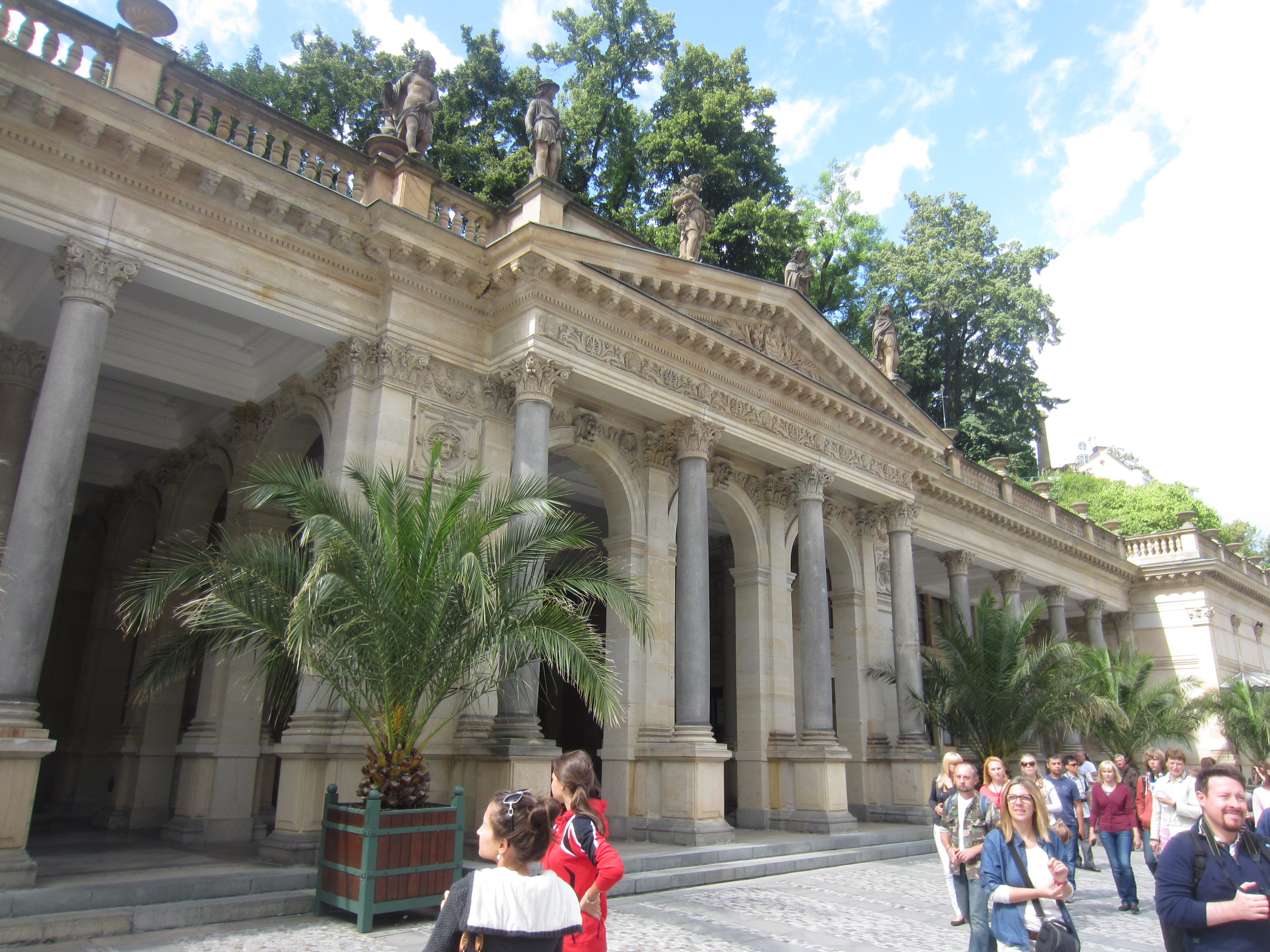
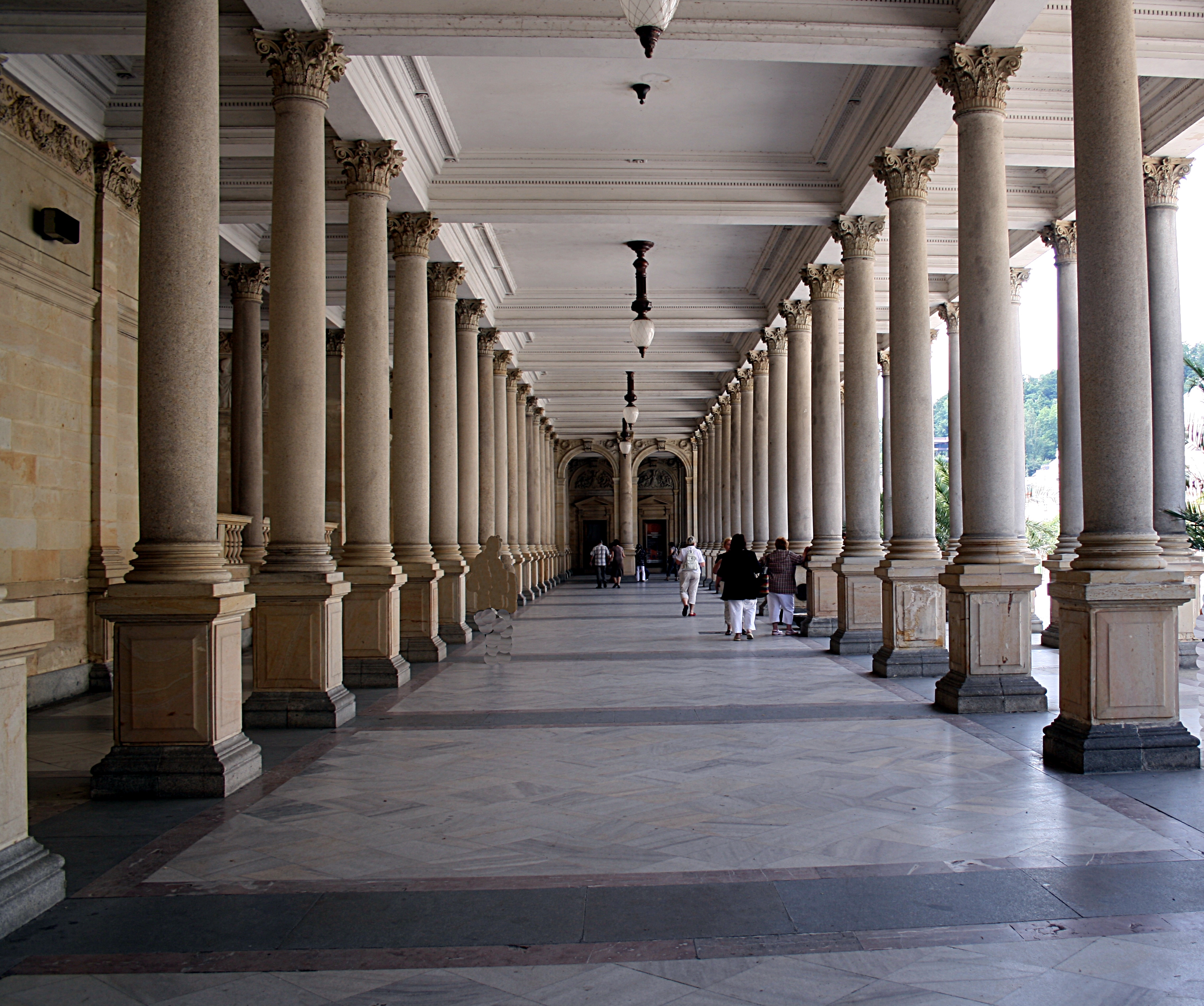